# Велизар Пеев
 Тази статия е за българския предприемач.  За неговия син вижте Велизар Пеев-син.  
Велизар Пеев Пеев е български военен, инженер и предприемач, основател на първата в България шоколадова фабрика.

## Биография
Велизар Пеев е роден на 21 май 1859 година в Чирпан, тогава в Османската империя. Основното си образование получава в Пловдив, където завършва IV клас (съвременен VIII клас). След завършването си, 19-годишният младеж постъпва в Командата на волноопределяющите се. След завършването е зачислен в Казанлъшка №23 пеша дружина и на 26 ноември 1878 година като унтерофицер е привиден като юнкер в Софийското Военно училище.. По-късно учи и в Петербургската Военна академия. Оглавява Шуменския гарнизон и участва в Сръбско-българската война. Служи в Артилерийски полк, като началник на Шуменската подвижна оръжейна работилница, 2-ри артилерийски полк, като началник на софийския артилерийски склад и в 4-ти артилерийски полк.
На 14 февруари 1892 г. докато служи като командир на 1-ви артилерийски полк майор Пеев е награден с орден „Св. Александър“ IV степен „за усърдна и примерна служба“. На 31 март 1897 година подполковник Пеев е уволнен от служба. Започва да се занимава със строителство и участва в изграждането на жп линии, пътища и други.
В 1900 година Велизар Пеев заминава за Париж, където работи като обикновен работник в шоколадовата фабрика „Севи Жан-Жан“ и изучава производството на шоколад. При завръщането си в България води със себе си френския майстор Коломб и 12 работници. От 1901 г. произвежда захарни изделия и шоколад в малка работилница на ул. „Ломска“ 14 в София.
По време на Балканските войни (1912 – 1913) е мобилизиран, като на 28 юни 1913 г. е произведен в чин полковник. На 5 август 1920 г. преминава в опълчението.
В 1922 година Пеев изнася производството в Своге, където разширява фабриката си. В 1924 г. преобразува фабриката от еднолична фирма в акционерно дружество „Индустрия за шоколад и захарни изделия В. Пеев АД“, което се управлява от него, а след това от сина му Велизар Пеев-син. Акционери са и дъщерите му М. Баламезова, Л. Сарафова и Евгения Найденова.
Полковник Велизар Пеев умира на 17 октомври 1927 г.
Шоколадовите изделия на фабриката на Пеев печелят първи места на международните панаири в Швейцария, Франция и Германия. В 1947 година шоколадовите фабрики са национализирани.

## Военни звания
- Подпоручик (1 април 1880)
- Поручик (30 август 1883)
- Капитан (24 март 1886)
- Майор (1889)
- Подполковник (1893)
- Полковник (28 юни 1913)

## Награди
- Орден „Св. Александър“ IV степен (14 февруари 1892)

## Галерия
- Снимка на подполковник Велизар Пеев, като командир на полк в Севлиево в униформено облекло, 1896 година.
- Изглед към шоколадовата фабрика на Велизар Пеев.
- Вътрешността на фабриката.